# آسيكلوفير
آسيكلوفير (بالإنجليزية: aciclovir أو acyclovir)‏ ويرمز له بACV، هو أحد أكثر المضادات الفيروسية شيوعاً، يستخدم بشكل خاص لعلاج عدوى فيروس الهربس البسيط وعلاج عدوى الهربس النطاقي. وللدواء عدد من الأسماء التجارية كـ Cyclovir وHerpex وAcivir وAcivirax وZovirax وZovir.
و اعتبر اكتشاف الآسيكلوفير بداية عصر جديد في تصنيع المضادات الفيروسية لكونه شديد الخصوصية، وقد حصلت مستكشفة الدواء جرترود إليون (بالإنجليزية: Gertrude B. Elion)‏ جائزة نوبل في الطب لعام 1988.

## الخواص الدوائية

### عمل الدواء

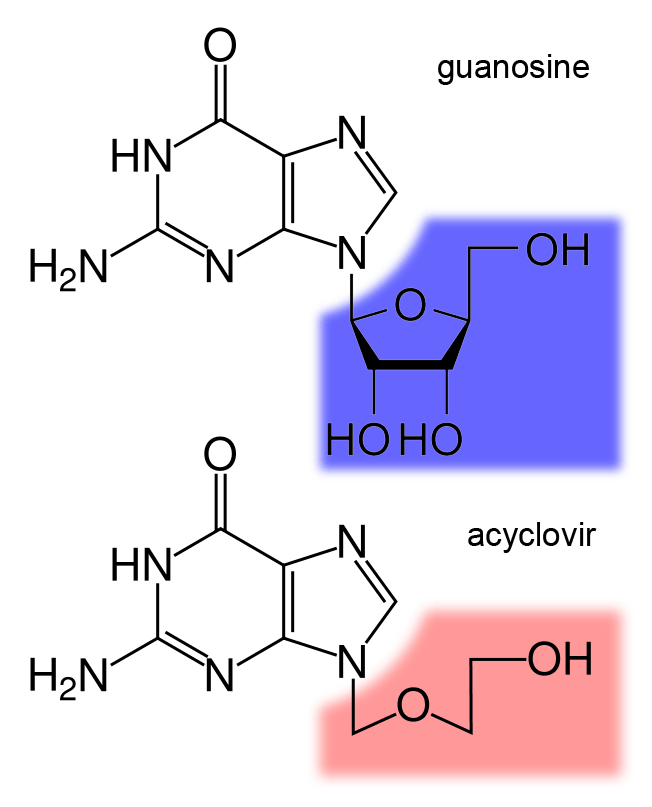
الفرق بين مركب الغوانوسين الذي يدخل في تركيب الرنا والآسيكلوفير

الآسيكلوفير هو أحد أنواع مضاهئات النوكليوزيد التي تقوم بتعطيل عملية تكاثر الفيروس عن طريق تخريب عملية بناء الرنا للفيروس. وتتم هذه العملية عندما يتم إضافة مجموعة الفوسفات إلى الآسيكلوفير عن طريق أحد إنزيمات الفيروس المعروف بثيميدين كيناز (الإنزيم يتم إنتاجه في الخلايا البشرية إلا إنه أضعف ب3000 مرة من الإنزيم الفيروسي)، وينتج من هذه العملية الكيميائية أسيكلو-أحادي فسفات الغوانوزين (acyclo-GMP) وتستمر عملية الفسفرة من خلال مجموعة من إنزيمات الكيناز الخلوية ليتنج أسيكلو-ثلاثي فسفات الغوانوزين (acyclo-GTP). ويعتبر أسيكلو-ثلاثي فسفات الغوانوزين مثبط جيد لبوليميراز الرنا مع قدرة لتعطيل البوليميراز الفيروسي تفوق ب100 مرة قدرته لتعطيل البوليميراز الخلوي.
و باختصار، يعتبر الآسيكلوفير دواء مبدئي يتم تحويله لمنتج أكثر فاعلية بواسطة الإنزيمات الفيروسية والبشرية داخل الخلية.

### الأحياء الدقيقة
الآسيكلوفير فعال ضد أغلب مجموعة فيروسات الهربس. ويمكن ترتيب فاعلية الفيروس تنازلياً:
- فيروس الهربس البسيط 1 (HSV-1)
- فيروس الهربس البسيط 2 (HSV-2)
- فيروس نطاقي حماقي (VZV)
- فيروس إبشتاين-بار (EBV)
- الفيروس المضخم للخلايا (CMV) -- الأقل فاعلية

فعالية الدواء محدودة لكل من فيروس إبشتاين-بار والفيروس المضخم للخلايا، كما أنه غير فعال للفيروسات داخل العقد العصبية. ولم تسجل أي حالات مقاومة للدواء ذات قيمة إكلينيكية، وطرق مقاومة الدواء تشمل نقص إنزيم ثيميدين كيناز لدى الفيروس أو طفرة في إنزيم ثيميدين كيناز أو إنزيم بوليميراز الرنا.

### الحرائك الدوائية
الآسيكلوفير شحيح الذوبان في الماء، وقليل التوافر البيولوجي (10-20%) ولهذا يتم إعطاء الدواء من خلال الحقن الوريدية عند الحاجة لتركيز عالٍ من الدواء في الدم. عند أخذ الدواء عن طريق الفم، تصل قمة تركيزه في الدم بعد ساعة إلى ساعتين.
و يبلغ عمر النصف للدواء حوالي 3 ساعات، ويتخلص الجسم منه عن طريق الكلى عن طريق الترشيح الكبيبي والإخراج الأنبوبي.
يمكن تحسين التوافر البيولوجي عن طريق إعطاء المريض لدواء الفالسيكلوفير حيث يتحول في خلايا الكبد رلى آسيكلوفير وبتوافر بيولوجي يقدر ب55%.

## استخدامات الدواء
يستخدم الآسيكلوفير في عدوى فيروس الهربس البسيط والفيروس النطاقي الحماقي، وتشمل على:
- الهربس التناسلي (علاج ووقاية)
- الهربس الشفوي
- هربس نطاقي
- الحالات الحادة من جدري الماء في المرضى منقوصي المناعة
- التهاب الدماغ الهربسي البسيط
- التهابات الهربس البسيط التي تصيب المخاط الجلدي للمرضى منقوصي المناعة
- التهاب القرنية الهربسي البسيط
- التهاب الجفن الهربسي البسيط
- شلل بل

### الجرعات الدوائية

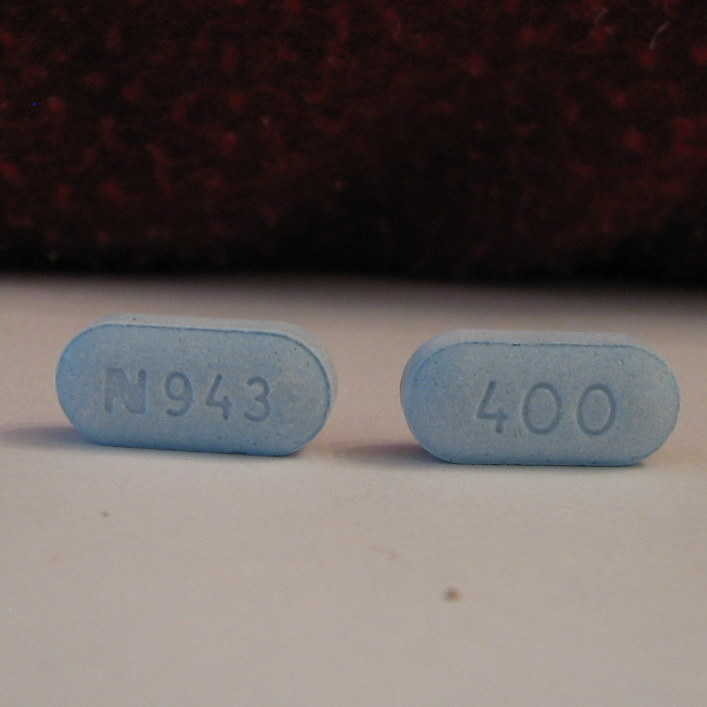
أقراص أسيكلوفير

أكثر أنواع الآسيكلوفير شيوعاً هو الأقراص (200 mg و400 mg و800 mg و1 gram) ودهان موضعي (5%) وحقن وريدية (25 mg/mL) ومرهم للعين (3%). يستخدم الدهان الموضعي للهربس الشفوي بشكل خاص، بينما تستخدم الحقن الوريدية عند الحاجة لإعطاء كميات مركزة من الدواء.

## الأعراض الجانبية

### علاج مجموعي
أكثر الأعراض الجانبية شيوعاً (≥1% من المرضى) والمرتبطة بالعلاج المجموعي للآسيكلوفير (عن طريق الفم أو الحقن الوريدية) تشمل على: غثيان وقيء وإسهال وصداع. وقد يسبب الدواء هلوسة عند الجرعات العالية. وتشمل الأعراض الأقل شيوعاً (0.1–1% من المرضى) على: هياج ودوار ودوخة وآلام المفاصل واحتقان البلعوم وإمساك وآلام البطن وطفح جلدي واستسقاء. وتشمل الأعراض نادرة الحدوث (<0.1% من المرضى) على: غيبوبة ونوبة صرعية وقلة الكريات البيض وقلة الشهية المرضية والتهاب الكبد ومتلازمة ستيفن-جونسون.
كما قد تسبب الحقن الوريدية من الآسيكلوفير (1% من المرضى) اعتلالاً دماغياً. وجرعات كبيرة من الدواء قد تسبب اعتلالات في وضائف الكلى نتيجة ترسب الدواء على هيئة كريستالات في الكلى.

### علاج موضعي
دهان الآسيكلوفير يسبب لدى أكثر من 1٪ من المرضى تقشر ونشفان في الجلد وإحساس بحرارة في موضع الدواء. كما قد يسبب إحمرار وحكة.
كما أن الأعراض الجانبية الشائعة لمرهم الآسيكلوفير للعين تشمل على إحساس لاسع في العين.

### السمية
يجب تجنب استخدام الدواء أثناء الحمل وذلك لتدخله في صنع الرنا، إلا لم تثبت أي حاله امساخ.[بحاجة لمصدر]